# Lamberto Mari
Lamberto Mari (Firenze, 7 settembre 1933) è un ex tuffatore italiano.

## Biografia
Nato a Firenze nel 1933, a 18 anni ha preso parte ai Giochi olimpici di Helsinki 1952 nelle gare di trampolino e piattaforma, non riuscendo ad accedere alla finale a 8 in nessuno dei due casi chiudendo rispettivamente 32º con 54.42 punti e 26º con 60.44.
Otto anni dopo, alle Olimpiadi di Roma 1960, ha partecipato solo alla gara di trampolino 3 metri, riuscendo ad arrivare in finale e chiudendo con un 6º posto con 143.97 punti totali.
Rappresentò l'Italia ai campionati europei di Budapest 1958, dove venne affiancato a Sergio Giovarruscio e Antonio Sbordone.

Dopo il ritiro si è dedicato all'attività imprenditoriale.

## Palmarès
- Giochi del Mediterraneo

Beirut 1959: oro nella piattaforma 10 m; argento nel trampolino 3 m;